# Koldingfjorden

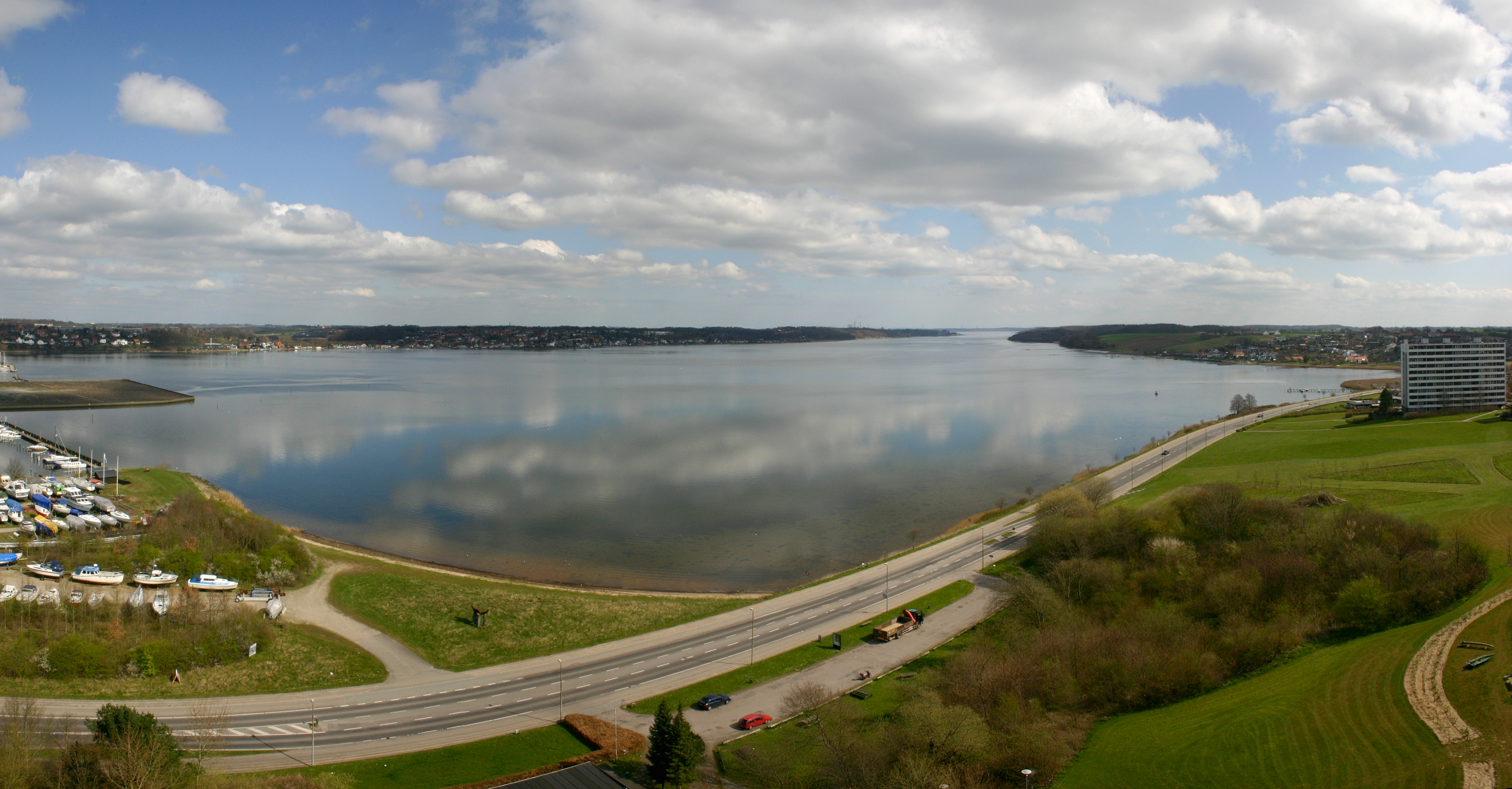
Koldingfjorden sedd från väster 2008

Koldingfjorden är en fjord i Danmark.  Den sträcker sig cirka 10 kilometer in i Jylland, från Lilla Bält till staden Kolding. På nordsidan ligger Gudsøviken och den smala Eltangviken. Fjorden har en sju meter djup fartygsränna till Koldings hamn.
1943 hittades ett skeppsvrak i fjorden, den så kallade Koldingkoggen.